# 嘉祥里
嘉祥里，是台灣南部自明鄭時期至清治時期的一個行政區劃，其範圍約為今高雄市的岡山區東北部、阿蓮區全部、田寮區中南部及燕巢區北部。
嘉祥里為1664年（明鄭永曆十八年）明鄭時期始設的四坊二十四里之一，其西南邊為仁壽里，西邊為維新里、長治里，北邊為崇德里，東邊及南邊為尚未納入管轄地區。
嘉祥里後來分拆為嘉祥內里、嘉祥外里。